# بنغلادش اليوم (صحيفة)
بنغلادش اليوم صحيفة يومية وطنية في بنغلادش، نشرت من دكا باللغة الإنجليزية. بدأت في 26 يناير/كانون الثّاني 2002.